# Vincent Sherman
Vincent Sherman (Vienna, Georgia; 16 de julio de 1906-Woodland Hills, California; 18 de junio de 2006) fue un director y actor cinematográfico estadounidense.  

## Biografía
Su verdadero nombre era Abraham Orovitz, y nació en Vienna, Georgia, en el seno de una familia de origen judío. Criado en la misma Vienna, en la que su padre trabajaba en una mercería, poco después de graduarse en la Universidad Oglethorpe de Atlanta se hizo actor profesional.

### Carrera
Sherman llegó a Nueva York con la intención de vender una obra escrita en cooperación con un compañero de estudios. Allí trabajó como actor teatral en Counselor at Law. En los primeros años del cine sonoro fue a Hollywood, donde actuó en el film de William Wyler rodado en 1933 Counsellor at Law (El abogado), basado en la obra teatral. En 1938 fue contratado por Warner Bros. para llevar a cabo labores de dirección. Su primer film como director fue la cinta de horror de 1939 The Return of Doctor X, en la que actuaba Humphrey Bogart. 
En los años 40 y 50 dirigió a grandes figuras como Errol Flynn en El burlador de Castilla (1948), Paul Newman en La ciudad frente a mí (1959) y a Rita Hayworth en La dama de Trinidad (1952). En 1967 fue el director de la coproducción franco-italo-española Cervantes, con guion de Enrique Llovet e interpretada por Horst Buchholz, Gina Lollobrigida, José Ferrer y Francisco Rabal.
Sherman consiguió con rapidez la reputación de ser un artista haciendo versiones, gracias a su habilidad para tomar cualquier guion y convertirlo en un éxito total de taquilla. Esa destreza le facilitó el trabajar con películas de gran presupuesto y con repartos tachonados de estrellas. Sherman fue conocido como un «director de mujeres» mediados los años 1940 pero, según avanzaba su carrera, acabó siendo un completo cineasta.
Tras una trayectoria cinematográfica en Hollywood plena de éxitos, Sherman finalizó su carrera artística en televisión. En 2004 fue el mayor de los 21 entrevistados en el documental Imaginary Witness, un trabajo sobre 60 años de cine relacionado, en mayor o menor medida, con el Holocausto.

## Vida personal
Sherman estuvo casado con Hedda Comorau desde 1931 a 1984. La pareja tuvo un hijo, Eric, y una hija, Hedwin. A lo largo de su vida Sherman tuvo varias aventuras sentimentales, entre ellas una relación de tres años con Joan Crawford y Bette Davis. A la primera la dirigió en tres películas: The Damned Don't Cry! (1950), Harriet Craig (1950), y Goodbye, My Fancy (1951). En sus memorias Studio Affairs: My Life as a Film Director, daba detalles de su relación con Crawford, así como de la que mantuvo con Rita Hayworth. En sus últimos nueve años de vida mantuvo relación con Francine York.
De entre sus amistades, destaca la que mantuvo con el actor Errol Flynn.
Vincent Sherman falleció el 18 de junio de 2006, poco antes de cumplir los cien años de edad, en el Motion Picture and Television Fund Hospital de Woodland Hills, California. Sus restos fueron donados a la ciencia médica.

## Filmografía

### Director
| - 1939 : The Return of Doctor X - 1941 : Underground - 1942 : All Through the Night - 1943 : The Hard Way - 1943 : Old Acquaintance - 1944 : El señor Skeffington - 1945 : Pillow to Post - 1946 : Janie Gets Married - 1947 : Nora Prentiss (La sentencia) - 1947 : The Unfaithful - 1948 : El burlador de Castilla - 1949 : The Hasty Heart | - 1950 : Backfire - 1950 : The Damned Don't Cry - 1950 : Harriet Craig - 1951 : Goodbye My Fancy - 1952 : Lone Star (Estrella del destino) - 1952 : La dama de Trinidad - 1956 : Difendo il mio amore (Escándalo en Milán) - 1957 : The Garment Jungle (Bestias en la ciudad) - 1958 : The Naked Earth - 1959 : La ciudad frente a mí - 1960 : Ice Palace (Imperio de titanes) - 1960 : The Second Time Around (Sola ante el peligro) - 1967 : Cervantes |

### Productor
- 1952 : Affair of Trinidad (La dama de Trinidad)

### Actor
| - 1933 : Counsellor at Law (El abogado), de William Wyler - 1934 : The Crime of Helen Stanley, de D. Ross Lederman - 1934 : Speed Wings, de Otto Brower - 1934 : One Is Guilty, de Lambert Hillyer | - 1934 : Hell Bent for Love, de D. Ross Lederman - 1934 : Midnight Alibi, de Alan Crosland - 1934 : Girl in Danger, de D. Ross Lederman |

### Guionista
| - 1938 : Crime School, de Lewis Seiler | - 1939 : King of the Underworld, de Lewis Seiler |